# Hoya cardiophylla
Hoya cardiophylla är en oleanderväxtart som beskrevs av Elmer Drew Merrill. Hoya cardiophylla ingår i släktet Hoya och familjen oleanderväxter. Inga underarter finns listade i Catalogue of Life.